# Mama Leone
Mama Leone ist ein Lied des deutschen Schlagerkomponisten und -sängers Drafi Deutscher. Es wurde in einer ersten deutschen Version 1976 von Ruth Händel gesungen, war jedoch in dieser Version wie auch der im selben Jahr erschienenen Fassung von Mike Mareen kein Erfolg. 1978 erschien es in einer dritten Version, gesungen von dem italienischen Sänger Benedetto Arico, bekannt als Bino. Er veröffentlichte neben der deutschen auch eine englische sowie eine italienische Fassung mit einem von ihm selbst geschriebenen Text. Die deutsche und die italienische Version waren erfolgreich und befanden sich teilweise gleichzeitig in den Top 10 der deutschen Singlecharts; die italienische Version wurde ein internationaler Hit.

## Hintergrund und Veröffentlichung
Die Musik und der deutsche Text zu Mama Leone stammen von Drafi Deutscher, der es unter dem Pseudonym „Jack Goldbird“ schrieb. Die Single der Sängerin Ruth Händel wurde von Polydor veröffentlicht; dabei wurde sie musikalisch durch das Orchester Hans Bertram unterstützt. Auf der B-Seite der Single befand sich das ebenfalls von Deutscher stammende Lied Das versunkene Dorf. Die im selben Jahr veröffentlichte Single von Mike Mareen erschien bei CBS, und diesmal war das Pseudonym „Renate Vaplus“ als Autorin angegeben.
1978 erschien die dritte Version des Liedes von Benedetto Arico, der als Bino bekannt wurde. Der aus Palermo stammende Italiener kam 1975 nach Deutschland und gründete seine erste Band. Nachdem ein bekannter Musikproduzent auf ihn aufmerksam wurde, durfte er das Lied von Drafi Deutscher singen. Auch bei der dritten Fassung wurde Renate Vaplus als Autorin angegeben, und die Single erschien bei Carrere International. Bei Carrere erschien auch die italienische Fassung mit einem Text, den Bino als Benedetto Arico selbst geschrieben hatte, sowie eine englische Version mit einem Text von Colin Solman.
1997 widmete der Sänger das Lied der indischen Ordensschwester Mutter Teresa, die in dem Jahr verstorben war.

## Musik und Text
Mama Leone ist ein sehr ruhiger Schlager im 4⁄4-Takt, der in der Originalversion in deutscher Sprache verfasst ist. Das Lied ist aus mehreren Strophen aufgebaut; einen sich wiederholenden Refrain gibt es nicht, allerdings wird der Titel „Mama Leone“ zwischen den Strophen mehrfach wiederholt. Die musikalische Begleitung der Originalversion besteht aus einem Orchester und Hintergrundgesang. In späteren Versionen wird dies variiert und unter anderem durch eine elektrische Orgel oder andere Instrumentierungen ersetzt.
Der Text des Schlagers handelt von einer Frau, die sich zum Wohl von Kindern engagiert. Diese „Mama Leone“ wird als Wohltäterin beschrieben, die ihr Leben für Kinder in einem nicht näher benannten Dorf einsetzt. Sie wird mit „du musst ein Engel sein“ angesprochen, da ihr Herz „nur für die Armen […] allein“ schlägt. In der zweiten Strophe singt sie das „Abendlied“, das den Zuhörern Hoffnung bringt und die Kinder tröstet.

„Mama Leone,

Vielleicht wird morgen alles besser sein,

Dann brauchen Kinder nicht zu weinen,

Dann wachsen Blumen aus den Steinen.

Mama Leone“

Die letzte Strophe beschreibt ihre Beerdigung in einem „schwarzen Wagen mit einem Blumenmeer“ und ihre letzte Reise in „dieses schöne Land, nach dem wir alle uns so sehnen.“

## Resonanz

### Charts und Chartplatzierungen

Label der Single Mama Leone von Bino, Carrere International 1978

Mama Leone stieg in der italienischen Version erstmals am 17. Juli 1978 auf Platz 50 in die deutschen Singlecharts ein und hielt sich dort insgesamt 27 Wochen. Am 27. November des Jahres erreichte es mit Rang vier für eine Woche seine höchste Notierung, nachdem es bereits vorher vier Wochen auf Rang 5 gestanden hatte. Am 22. Januar 1979 wurde es zum letzten Mal in den Charts auf Platz 34 verzeichnet. Die deutsche Version kam am 4. September 1978 ebenfalls in die Singlecharts und konnte sich dort 22 Wochen halten. Ihre höchste Notierung hatte sie ebenfalls am 27. November des Jahres auf Rang fünf, womit beide Versionen in der gleichen Woche direkt hintereinander notiert waren.
In Österreich und der Schweiz konnte sich das Lied dagegen nur in der italienischen Version platzieren. In Österreich stieg die Single am 15. Juli 1978 auf Rang 16 ein und hatte ihre Top-Platzierung als Nummer-eins-Hit sowohl am 15. September wie auch am 15. Oktober des Jahres, bevor sie erst auf Platz 2 und danach weiter abrutschte. Die letzte Notierung hatte das Lied am 15. März 1979 auf Rang 21. Auch in der Schweiz wurde das Lied ein Nummer-eins-Hit. In den Niederlanden konnte es sich bis auf Rang 10 platzieren, in Belgien bis Rang 11.
Am 24. Juli 1978 wurde Mama Leone in der deutschen Version bei der ZDF-Hitparade zum ersten Mal an Position 13 der deutschsprachigen Titel der Singlecharts vorgestellt, in den Folgesendungen stieg der Titel bis auf Platz 2 am 13. November 1978. Insgesamt war das Lied dort acht Mal vertreten, zudem wurde es als einer der Top-Titel des Jahres 1978 in der Show Die Superhitparade aus dem ZDF Fernsehgarten 1974–1978 am 4. September 1994 präsentiert.

### Coverversionen
Mama Leone wurde sowohl in der deutschen wie auch der italienischen Version zahlreich gecovert, und es erschienen mehrere Übersetzungen des Liedes. Erste Coverversionen gab es bereits im Erscheinungsjahr der Versionen von Bino 1978, darunter eine Instrumentalfassung des Orchesters Udo Reichel sowie eine Satireversion mit dem Titel Mama geh’ ohne von Enrico Tornado. Coverversionen der deutschen Fassung folgten unter anderem von Uwe Jensen (1979), Drafi Deutscher (1987), Dieter Thomas Kuhn & Band (2006), Silvio Samoni (2015) und René Deutscher (2016). Instrumental gespielte Versionen gibt es unter anderem von Anthony Ventura und Max Greger (beide 1979), Francis Goya (1980), den Gebroeders Brouwer (1982) oder Captain Cook und seinen singenden Saxophonen (2016).
Auf Italienisch nahmen das Lied neben Anderen L’Ultimo Segreto (1979), Billy Vaughn & His Orchestra (1980), Byron Lee & The Dragonaires (1990), die Band Laibach (2006) und Giovanni Zarrella (2021) auf. Mit Moeder Maria erschien zudem bereits 1978 eine erste niederländische Version des Liedes, gesungen von Jacques Herb. Es folgten weitere Übersetzungen, darunter etwa Versionen auf Serbokroatisch von Ivica Šerfezi und auf Tschechisch von Jiří Štědroň jeweils 1979, auf Griechisch von Themis Adamantidis 1980, auf Französisch von Nana Mouskouri 1985 und auf Ungarisch von Kati Kovács 1986. Weitere Versionen folgten und folgen bis heute, darunter auch weitere Satirefassungen wie Seit ich hier wohne von Mike Krüger 1979, Papa Melone von der Rentnerband im selben Jahr und Mama will ohne von Hermann Hoffmann 1980.

## Belege
1. ↑  
Ruth Händel – Mama Leone bei Discogs; abgerufen am 11. September 2023.
2. ↑  
Mike Mareen – Mama Leone bei Discogs; abgerufen am 11. September 2023.
3. 1 2  Der Mann, der "Mama Leone" huldigte, ist tot auf welt.de, 20. Oktober 2010; abgerufen am 11. September 2023.
4. ↑  
Bino – Mama Leone (Deutsche Version) bei Discogs; abgerufen am 11. September 2023.
5. ↑  
Bino – Mama Leone bei Discogs; abgerufen am 11. September 2023.
6. ↑  
Bino – Mama Leone (Englische Version) bei Discogs; abgerufen am 11. September 2023.
7. 1 2 3 4  Roland Kaiser – Mama Leone Songtext, deutscher Liedtext auf musikguru.de; abgerufen am 11. September 2023.
8. ↑  Chartquellen: DE DE dt. Version AT CH BEF NL
9. 1 2 3 4 5  
Ruth Händel – Mama Leone, Coverversionen auf cover.info; abgerufen am 11. September 2023.